# Амітан Веніамін Наумович
Амітан Веніамін Наумович (нар. 16 червня 1933, Донецьк — пом. 14 липня 2005, Донецьк) — український вчений-економіст, доктор економічних наук, професор.
Наукові зацікавленості: використання ЕОМ у вугільній промисловості, інноваційні технології. Учасник вітчизняного проекту «Гірнича енциклопедія».

## Життєпис
Закінчив Донецький індустріальний інститут у 1956 році.
Завідувач кафедри економічної кібернетики Донецького державного університету (1971–1977).
З 1994 року — перший віце-президент АТ «Данко» (Донецьк). Генеральний директор технопарку «Ресурси Донбасу».
Опонент докторської дисертації Віктора Януковича

## Нагороди та відзнаки
- Орден Сократа Міжнародної асамблеї ділових кіл, медаль академіка Глушкова.
- Медаль «Шахтарська Слава» ІІ і ІІІ ступеня.